# Dermestes ater
Dermestes ater is een keversoort uit de familie spektorren (Dermestidae). De wetenschappelijke naam van de soort werd in 1774 gepubliceerd door De Geer.